# 西藏鹅绒藤
西藏鹅绒藤（学名：Cynanchum heydei）是夹竹桃科鹅绒藤属的植物，为中国的特有植物。分布于中国大陆的西藏等地，一般生于山地林中，目前尚未由人工引种栽培。